# Coupe Spengler 1935
Navigation
Édition précédente Édition suivante
La Coupe Spengler 1935 est la 13e édition de la Coupe Spengler. Elle se déroule en décembre 1935 à Davos, en Suisse.

## Règlement du tournoi
Les huit équipes sont réparties en deux groupes de quatre équipes chacune. Le groupe A est composé du HC Diavoli Rossoneri Milan, de l'équipe de réserve du Hockey Club Davos, de l'Université de Cambridge et du Zürcher SC. Le groupe B est composé du Hockey Club Davos, de l'Université d'Oxford, des Rapides de Paris et du EC Klagenfurt AC.
Les équipes jouent un match contre chacune des autres équipe de son groupe. La deuxième équipe du groupe A rencontre la deuxième équipe du groupe B pour la 3e place. Les premiers de chaque groupe se rencontrent afin de déterminer le vainqueur de la Coupe Spengler.

## Résultats

### Phase de groupes

#### Groupe A
| Clt   | Équipe                     | PJ | V | VP | D | N | BP | BC | Pts |
| ----- | -------------------------- | -- | - | -- | - | - | -- | -- | --- |
| +001, | HC Diavoli Rossoneri Milan | 3  | 3 | 0  | 0 | 0 | 16 | 0  | 6   |
| +002, | Zürcher SC                 | 3  | 2 | 0  | 1 | 0 | 7  | 6  | 4   |
| +003, | Université de Cambridge    | 3  | 1 | 0  | 2 | 0 | 4  | 10 | 2   |
| +004, | HC Davos 2                 | 3  | 0 | 0  | 3 | 0 | 0  | 11 | 0   |

- Qualifié directement pour la finale

| décembre | HC Davos 2 | 0-3 | Université de Cambridge |  |

| décembre | HC Diavoli Rossoneri Milan | 5-0 | Zürcher SC |  |

| décembre | HC Davos 2 | 0-4 | HC Diavoli Rossoneri Milan |  |

| décembre | Université de Cambridge | 1-3 | Zürcher SC |  |

| décembre | HC Diavoli Rossoneri Milan | 7-0 | Université de Cambridge |  |

| décembre | HC Davos 2 | 0-4 | Zürcher SC |  |

#### Groupe B
| Clt   | Équipe              | PJ | V | VP | D | N | BP | BC | Pts |
| ----- | ------------------- | -- | - | -- | - | - | -- | -- | --- |
| +001, | HC Davos            | 3  | 3 | 0  | 0 | 0 | 13 | 0  | 6   |
| +002, | Université d'Oxford | 3  | 2 | 0  | 1 | 0 | 9  | 7  | 4   |
| +003, | EC Klagenfurt AC    | 3  | 1 | 0  | 2 | 0 | 10 | 8  | 2   |
| +004, | Rapides de Paris    | 3  | 0 | 0  | 3 | 0 | 0  | 17 | 0   |

- Qualifié directement pour la finale

| décembre | Université d'Oxford | 3-0 | Rapides de Paris |  |

| décembre | HC Davos | 2-0 | EC Klagenfurt AC |  |

| décembre | EC Klagenfurt AC | 9-0 | Rapides de Paris |  |

| décembre | Université d'Oxford | 0-6 | HC Davos |  |

| décembre | Université d'Oxford | 6-1 | EC Klagenfurt AC |  |

| décembre | Rapides de Paris | 0-5 | HC Davos |  |

### Phase finale

#### Match pour la3eplace
| 31 décembre | Université d'Oxford | 0-3 | Zürcher SC | Eisstadion Davos |

#### Finale
| 31 décembre | HC Diavoli Rossoneri Milan | 2-2 | HC Davos | Eisstadion Davos |

À la suite du refus des joueurs du HC Davos de poursuivre le match à l'issue du temps réglementaire, les Diavoli Rossoneri de Milan sont déclarés vainqueurs.